# روندا جونز
روندا جونز (انگلیسی: Rhonda Jones؛ زادهٔ ۳۰ مارس ۱۹۷۹) بازیکن فوتبال اهل بریتانیا است.
از باشگاه‌هایی که در آن بازی کرده‌است می‌توان به اشاره کرد.
وی همچنین در تیم ملی فوتبال زنان اسکاتلند بازی کرده‌است.